# 塞浦路斯科技大學
塞浦路斯科技大學（希臘語：Τεχνολογικό Πανεπιστήμιο Κύπρου），是一所成立於2004年、位於塞浦路斯第二大城市利馬索爾的公立大學，屬於地中海大學聯盟的一員。該校於2007-08學年首次招收學生。塞浦路斯科技大學稱其目標是創建現代的領先型知名國際大學。2018年的泰晤士高等教育排名將其排在世界第351–400位。